# Ray Starling
Ray Starling (* 4. Januar 1933 in London; † 15. Mai 1982 in Arizona) war ein britischer, in den Vereinigten Staaten von Amerika lebender Jazz-Musiker (Trompete, Mellophon, Piano), Arrangeur und Komponist.
Starling trat Ende der 1950er Jahre mit seiner Frau, der Sängerin Jo Lea Starling im Duo auf. 1960 arbeitete er bei Peter Appleyard (Percussive Jazz) und ab 1961 als Lead-Mellophonist bei Stan Kenton (Adventures in Jazz, 1961), für den er auch als Arrangeur tätig war und Mellophobia schrieb. In den 1960er Jahren gehörte er auch der Buddy Rich Bigband an und spielte u. a. mit Kai Winding (The Great Kai & J. J. 1960), Ray Eberle, Claude Thornhill, Johnny Richards (Adventures in Time) und Anthony Ortega (Jazz for Young Moderns).
Nach seinem Ausstieg aus dem Kenton-Orchester gründeten Ray und Jo Lea Starling eine vierköpfige Vokalgruppe namens The Starlings, die in den Sheraton-Hotels auftrat und für die Ray Starling die Arrangements schrieb. Diese wurden auch vom Bob Cleveland Orchestra gespielt, dem Ray als Musiker und Jo Lea Starling als Bandvokalistin angehörten. 1971 trennte sich das Paar; Ray Starling starb im Mai 1982 mit 49 Jahren an den Folgen einer Krebserkrankung.